# Romuald Gomerski
Romuald Gomerski (ur. 23 kwietnia 1935 w Poznaniu, zm. 27 marca 2020) – polski dziennikarz, w latach 1981–1990 redaktor naczelny „Słowa Polskiego”.
Wraz z rodzicami po zakończeniu II wojny światowej przyjechał do Barda na Dolnym Śląsku, uczył się w liceum w Kłodzku. Już jako 15-letni uczeń pisywał do „Dziennika Zachodniego”.
Ukończył studia historyczne; w sierpniu 1953 roku podjął pracę jako reporter „Gazety Robotniczej” w oddziale jeleniogórskim, a później kierował oddziałami terenowymi tej gazety w Jeleniej Górze, Bolesławcu, Legnicy i Dzierżoniowie. Od 1965 do 1966 był publicystą „Głosu Szczecińskiego”. W latach 1967–1971 pracował jako instruktor propagandy w Komitecie Wojewódzkim PZPR w Szczecinie. W 1971 wrócił do dziennikarstwa, pełnił do 1973 funkcję zastępcy redaktora naczelnego „Kuriera Szczecińskiego”; w 1973 przyjechał do Wrocławia, na stanowisko zastępcy redaktora naczelnego „Słowa Polskiego”; w redakcji tej następnie (w 1981) objął funkcję redaktora naczelnego, którą pełnił aż do czasu likwidacji w roku 1990 RSW Prasa. W następnych latach pisał artykuły w różnych gazetach (m.in. w dzienniku „Trybuna” i tygodniku „Poznaniak”), zajmując się zagadnieniami społecznymi i ekonomicznymi.
W latach 1996–2000 pełnił funkcję przewodniczącego Terenowego Sądu Dziennikarskiego Syndykatu Dziennikarzy Polskich we Wrocławiu.
Odznaczony Krzyżem Kawalerskim Orderu Odrodzenia Polski.